# Baeksang Arts Awards de 2021
A 57ª cerimônia anual do Baeksang Arts Awards foi realizada em 13 de maio de 2021, em KINTEX, Ilsanseo-gu, província de Gyeonggi. Foi apresentada por  Shin Dong-yup e Bae Suzy e transmitida ao vivo na Coreia do Sul pela emissora por assinatura JTBC e internacionalmente pelo aplicativo TikTok. À semelhança da edição do ano anterior, o evento decorreu sem presença de público, devido medida preventiva contra a propagação da pandemia de COVID-19 em curso. Os indicados, que são o elenco e a equipe de programas de televisão, filmes e peças de teatro, lançados no período entre 1° de maio de 2020 a 11 de abril de 2021, foram elegíveis para nomeações. A lista de indicações foi divulgada em 12 de abril de 2021, através de seu website.
As maiores honras da noite, o Grande Prêmio (Daesang), foram concedidas ao diretor Lee Joon-ik de The Book of Fish na divisão cinema e ao comediante e apresentador Yoo Jae-suk na divisão televisão. Com três vitórias, a série Beyond Evil da JTBC venceu o maior número de prêmios na cerimônia, incluindo o de Melhor Drama, além de também vencer o Grande Prêmio (Daesang). No cinema, Voice of Silence e Moving On venceram dois prêmios cada, enquanto com uma vitória, Samjin Company English Class foi premiado como o Melhor Filme.

## Vencedores e indicados
Lista completa de indicados e vencedores (este último indicado em negrito).

### Cinema
| Grande Prêmio | Melhor Filme |
| --- | --- |
| - Lee Joon-ik – The Book of Fish | - Samjin Company English Class - Moving On - Deliver Us from Evil - Voice of Silence - The Book of Fish |
| Melhor Diretor | Melhor Diretor Revelação |
| - Hong Eui-jeong – Voice of Silence - Hong Won-chan – Deliver Us from Evil - Lee Jong-pil – Samjin Company English Class - Lee Joon-ik – The Book of Fish - Yoon Dan-bi – Moving On                                                                 | - Yoon Dan-bi – Moving On - Park Ji-wan – The Day I Died: Unclosed Case - Lee Chung-hyun – The Call - Lim Sun-ae – An Old Lady - Hong Eui-jeong – Voice of Silence |
| Melhor Ator | Melhor Atriz |
| - Yoo Ah-in – Voice of Silence como Tae-in - Byun Yo-han – The Book of Fish como Chang Dae - Sol Kyung-gu – The Book of Fish como Jeong Yak Jeon - Lee Jung-jae – Deliver Us from Evil como Ray - Cho Jin-woong – Me and Me como Park Hyung-goo     | - Jeon Jong-seo – The Call como Oh Young-sook - Go Ah-sung – Samjin Company English Class como Lee Ja-yeong - Kim Hye-soo – The Day I Died: Unclosed Case como Hyeon-soo - Moon So-ri – Three Sisters como Mi-yeon - Ye Soo-jung – An Old Lady como Shim Hyo‑jeong              |
| Melhor Ator Coadjuvante | Melhor Atriz Coadjuvante |
| - Park Jung-min – Deliver Us from Evil como Yui - Koo Kyo-hwan – Peninsula como Capitão Seo - Shin Jung-geun – Steel Rain 2: Summit como Jang Ki-sok - Yoo Jae-myung – Voice of Silence como Chang-bok - Heo Joon-ho – Innocence como Prefeito Choo | - Kim Sun-young – Three Sisters como Hee-sook - Bae Jong-ok – Innocence como Chae Hwa-ja - Lee Re – Peninsula como Jooni - Esom – Samjin Company English Class como Jung Yoo-na - Lee Jung-eun – The Day I Died: Unclosed Case como Suncheondaek                                |
| Melhor Ator Revelação | Melhor Atriz Revelação |
| - Hong Kyung – Innocence como Jung-soo - Kim Do-yoon – Peninsula como Chul-min - Ryu Soo-young – Steel Rain 2: Summit como Capitão Baek Doo-ho - Park Seung-joon – Moving On como Dong-joo - Lee Bong‑geun – The Singer como Hak Gyoo               | - Choi Jung-woon – Moving On como Ok-joo - Park So-yi – Deliver Us from Evil como Yoo-min - Shin Hye-sun – Innocence como Ahn Jung-in - Jang Yoon-ju – Three Sisters como Mi-ok - Krystal Jung – More Than Family como To-il                                                    |
| Melhor Roteiro | Prêmio Técnico |
| - Park Ji-wan – The Day I Died: Unclosed Case - Kim Se-kyum – The Book of Fish - Yoon Dan-bi – Moving On - Lee Jong-pil – Samjin Company English Class - Hong Eui-jeong – Voice of Silence                                                          | - Jeong Seong-jin, Jong Chol-min (VFX) – Space Sweepers - Lee Eui-tae (Cinematografia) – The Book of Fish - Lee Jeon-hyeong, Choi Jae-cheon, Jung Hwang-su (VFX) – Peninsula - Jang Geun-young (Arte) – Space Sweepers - Hong Kyung-pyo (Cinematografia) – Deliver Us from Evil |

### Filmes com múltiplas indicações
| Indicações | Filme                         |
| ---------- | ----------------------------- |
| 6          | Deliver Us from Evil          |
| 6          | Moving On                     |
| 6          | The Book of Fish              |
| 6          | Voice of Silence              |
| 5          | Samjin Company English Class  |
| 4          | Innocence                     |
| 4          | The Day I Died: Unclosed Case |
| 4          | Peninsula                     |
| 3          | Three Sisters                 |
| 2          | An Old Lady                   |
| 2          | The Call                      |
| 2          | Steel Rain 2: Summit          |
| 2          | Space Sweepers                |

### Filmes com múltiplos prêmios
| Prêmios | Filme            |
| ------- | ---------------- |
| 2       | Moving On        |
| 2       | Voice of Silence |

### Televisão
| Grande Prêmio | Grande Prêmio |
| --- | --- |
| Yoo Jae-suk (artista de variedade) Beyond Evil (drama) | |
| Melhor Drama | Melhor Diretor |
| - Beyond Evil (JTBC) - It's Okay to Not Be Okay (tvN) - Flower of Evil (tvN) - My Unfamiliar Family (tvN) - Extracurricular (Netflix) | - Kim Cheol-kyu – Flower of Evil - Kwon Young-il – My Unfamiliar Family - Kim Hee-won – Vincenzo - Park Shin-woo – It's Okay to Not Be Okay - Shim Na-yeon – Beyond Evil |
| Melhor Programa de Entretenimento | Melhor Programa Educacional |
| - Hangout with Yoo (MBC) - The Three Ants (KakaoTV) - Sing Again (JTBC) - You Quiz on the Block (tvN) - The Stage of Legends - Archive K (SBS) | - Archive Project - Modern Korea season 2 (KBS) - Architectural Exporation - House 3 (EBS) - A Tied Tail's Story (SBS) - Curious Class (JTBC) - Battle of the Century: AI vs. Human (SBS) |
| Melhor Ator | Melhor Atriz |
| - Shin Ha-kyun – Beyond Evil como Lee Dong-sik - Kim Soo-hyun – It's Okay to Not Be Okay como Moon Gang-tae - Song Joong-ki – Vincenzo como Vincenzo Cassano - Um Ki-joon – The Penthouse: War in Life como Joo Dan-tae / Sr Baek - Lee Joon-gi – Flower of Evil como Baek Hee-sung / Do Hyun-soo | - Kim So-yeon – The Penthouse: War in Life como Cheon Seo-jin - Kim So-hyun – River Where the Moon Rises como Princesa Pyeonggang / Yeom Ga-jin / Rainha Yeon - Seo Yea-ji – It's Okay to Not Be Okay como Ko Moon-young - Shin Hye-sun – Mr. Queen como Kim So-yong, Rainha Cheorin - Uhm Ji-won – Birthcare Center como Oh Hyun-jin |
| Melhor Ator Coadjuvante | Melhor Atriz Coadjuvante |
| - Oh Jung-se – It's Okay to Not Be Okay como Moon Sang-tae - Kim Seon-ho – Start-Up como Han Ji-pyeong - Kim Ji-hoon – Flower of Evil como Baek Hee-sung - Lee Hee-joon – Mouse como Go Moo-chi - Choi Dae-hoon – Beyond Evil como Park Jung-je                                                   | - Yeom Hye-ran – The Uncanny Counter como Choo Mae-ok - Park Ha-sun – Birthcare Center como Cho Eun-jeong - Shin Eun-kyung – The Penthouse: War in Life como Kang Ma-ri - Jang Young-nam – It's Okay to Not Be Okay como Park Haeng-ja - Cha Chung-hwa – Mr. Queen como Dama da Corte Choi                                            |
| Melhor Ator Revelação | Melhor Atriz Revelação |
| - Lee Do-hyun – 18 Again como Hong Dae-young (jovem) / Go Woo-young - Kim Young-dae – The Penthouse: War in Life como Joo Seok-hoon - Na In-woo – River Where the Moon Rises como On Dal - Nam Yoon-su – Extracurricular como Kwak Ki-tae - Song Kang – Sweet Home como Cha Hyun-soo              | - Park Ju-hyun – Extracurricular como Bae Gyu-ri - Kim Hyun-soo – The Penthouse: War in Life como Bae Ro-na - Park Gyu-young – Sweet Home como Yoon Ji-soo - Lee Joo-young – Times como Seo Jung-in - Choi Sung-eun – Beyond Evil como Yoo Jae-yi                                                                                     |
| Melhor Artista de Variedades – Masculino | Melhor Artista de Variedades – Feminino |
| - Lee Seung-gi – Master in the House, Busted!, Sing Again, Twogether - Moon Se-yoon – 2 Days & 1 Night, Delicious guys - Shin Dong-yup – Immortal Songs: Singing the Legend, My Little Old Boy - Yoo Jae-suk – How Do You Play?, Sixth Sense - Jo Se-ho – You Quiz on the Block                   | - Jang Do-yeon – I Live Alone, Don't be the First One! - Kim Sook – Where Is My Home, Love Naggers - Song Eun-i – Nice Alone, Problem Child in House - Jaejae – Nice Alone, Girls’ High School Mystery Class - Hong Hyun-hee – Omniscient Interfering View, My Golden Kids                                                            |
| Melhor Roteiro | Prêmio Técnico |
| - Kim Su-jin – Beyond Evil - Kim Eun-jung – My Unfamiliar Family - Yoo Jung-hee – Flower of Evil - Jo Yong – It's Okay to Not Be Okay - Ha Myung-hee – Record of Youth | - Cho Sang-kyung (Figurino) – It's Okay to Not Be Okay - Lee Byung-joo (Efeitos visuais) – Sweet Home - Jang Jong-kyung (Cinematografia) – Beyond Evil - Choi Jung-yoon (Música) – The Stage of Legends: Archive K - MBC Design Center VFX Team (Realidade virtual) – VR Documentary Meeting People season 2                          |

### Programas com múltiplas indicações
| Indicações | Programa de Televisão           |
| ---------- | ------------------------------- |
| 8          | Beyond Evil                     |
| 8          | It's Okay to Not Be Okay        |
| 5          | Flower of Evil                  |
| 5          | The Penthouse: War in Life      |
| 3          | Extracurricular                 |
| 3          | My Unfamiliar Family            |
| 3          | Sweet Home                      |
| 2          | Birthcare Center                |
| 2          | Hangout with Yoo                |
| 2          | Mr. Queen                       |
| 2          | River Where the Moon Rises      |
| 2          | The Stage of Legends: Archive K |
| 2          | You Quiz on the Block           |
| 2          | Vincenzo                        |

### Programas com múltiplos prêmios
| Prêmios | Programas de Televisão   |
| ------- | ------------------------ |
| 3       | Beyond Evil              |
| 2       | It's Okay to Not Be Okay |

### Teatro
| Peça Baeksang | Melhor Peça de Curta Duração |
| --- | --- |
| - We are (No) Jokes – Theatre Company Geugdan - Heads With Hieroglyphic Hats – Theatre Company Dong - The Story of Wang Seogae – Theatre Company Baeda - Yoon Hye-suk (diretor) – Dry Land - Lee Yang-gu (escritor) – Unavoidable Curtain, On Another Road | - Jeong Jin-sae (diretor e escritor) – 2021 University Academic Proficiency Test Integrated Social Exploration Area - Ko Joo-young (planejamento) – Drama Practice 3 Playwriting Practice: Dying with a Fish - Kim Pung-nyeon (diretor e escritor) – I Scratched My Knee and My Armpit was Sore - I'm Not Sorry If It Hurts – Theatre Company Dareunmomdeul - 2020 Daughters of Megalia – Theater Company Medusa |
| Melhor Ator | Melhor Atriz |
| - Choi Soon-jin – We are (No) Jokes - Park Wan-kyu – Faust Ending - Ahn Byung-sik – XXL Leotard Anna Sui Hand Mirror - Lee Sang-hong – Tragedy of X | - Lee Bong-ryun – Hamlet - Kim Moon-hee – Heads With Hieroglyphic Hats - Kim Jong-eun – Painter - Jo Kyung-ran – We are (No) Jokes - Choi Hee-jin – Love Letter to Stalin |

### Outros prêmios
| Categoria                                 | Beneficiário |
| ----------------------------------------- | ------------ |
| Prêmio Tiktok de Popularidade (Masculino) | Kim Seon-ho  |
| Prêmio Tiktok de Popularidade (Feminino)  | Seo Yea-ji   |